# Hans Schaffner

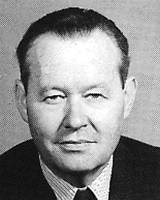
Hans Schaffner

Hans Schaffner (Interlaken, 16 december 1906 - Gränichen, 26 november 2004) was een Zwitsers politicus.
Schaffner volgde het gymnasium in Burgdorf en studeerde rechten aan de Universiteit van Bern. In 1934 werd Schaffner assistent-rechter bij de hooggerechtshof van Bern. Later werkte hij bij de Handels- en Industrievereniging van Bern.
In 1938 werd hij hoge ambtenaar bij de (toenmalige) Bondsdirectie Industrie, Werkgelegenheid en Arbeid. In 1941 werd hij hoofd van de sectie economie en zijn rol werd vooral belangrijk tijdens de economische ontwikkelingen ten tijde van de Tweede Wereldoorlog (1939-1945). In 1946 stapte hij over naar de directie Nationale Economie van het Departement van Handel en Douane. Enkele tijd daarna vertegenwoordigde hij Zwitserland bij het tekenen van internationale handelsverdragen. In 1954 werd hij directeur van de Directie Handel van het Departement van Handel en Douane. In 1958 belegde hij in Genève een conferentie van Europese staten die waren aangesloten bij de EEG, waarna de Europese Vrijhandels Associatie (EFTA) ontstond. Hans Schaffner wordt daarom ook wel de Vader van de EFTA genoemd. 
In 1959 verloor hij een verkiezing in de Bondsraad. Op 15 juni 1961 werd hij wel in de Bondsraad gekozen (voor de Vrijzinnige-Democratische Partij). Hij bleef lid van de Bondsraad tot 31 december 1969. (Hij trad formeel af op 31 januari 1970.) Hij beheerde het Departement van Economische Zaken. In 1966 sloot Zwitserland zich onder zijn leiding aan bij het General Agreement on Tarrifs and Trade (GATT). Daarnaast introduceerde hij een nieuwe wet die de relaties tussen arbeiders en werkgevers regelde, voerde hij een nieuwe landbouwwet in en hield hij zich bezig met inflatiebestrijding.
Hij was 1965 vicepresident en in 1966 bondspresident.
Na zijn aftreden was Hans Schaffner lid van bestuursraden van belangrijke Zwitserse bedrijven.
Schaffner was een typische representant van het economisch liberalisme en de vrije markteconomie. 